# Литературная премия Ясунари Кавабаты
Литературная премия Ясунари Кавабаты (яп. 川端康成文学賞 Кавабата Ясунари бунгаку сё:) — литературная премия Японии, учреждённая издательством «Синтёся» в память о классике японской литературы Ясунари Кавабате, считающимся мастером малой формы. В этом смысле образцом при принятии решения о выборе победителя считаются «Рассказы величиной с ладонь» Кавабаты. Денежные награды лауреатам финансируются фондом Ясунари Кавабаты, использующим средства из Нобелевской премии писателя.
Премия присуждается ежегодно с 1974 года. В 1999 году премия не проводилась; в 2019—2020 годах отбор работ на соискание премии был приостановлен из-за болезни председателя отборочной комиссии Каори Кавабаты.

## Лауреаты
В отдельные годы премия присуждалась сразу двум авторам. Двукратными обладателями премии Кавабаты являются Минако Оба (1989, 1996) и Тэцуо Миура (1990, 1995).

### 1974—1999
- 1974: Акацуки Камбаяси — «Бронзовая шея» (ブロンズの首)
- 1975: Тацуо Нагаи — «Осень» (秋)
- 1976: Инэко Сата — «11 часов» (из сборника «Стоя во времени») (時に佇つ（十一）)
- 1977:
1) Цутому Мидзуками — «Тэрадомари» (寺泊)
2) Таэко Томиока — «Татигирэ» (立切れ)
- 1978: Ёсиэ Вада — «Снежная королева» (雪女)
- 1979: Такэси Кайко — «Шарик разбился» (玉、砕ける)
- 1980: Фудзио Ногути — «Штиль» (なぎの葉考)
- 1981: Хироко Такэниси — «Казарма» (兵隊宿)
- 1982: Такэхиро Ирокава — «Сто» (百)
- 1983:
1) Тосио Симао — «В бухте» (湾内の入江で)
2) Юко Цусима — «Город молчания» (黙市)
- 1984:
1) Кэндзабуро Оэ — «Укушенный бегемотом» (河馬に嚙まれる)
2) Кёко Хаяси — «Для женщины нет дома в трёх мирах» (三界の家)
- 1985:
1) Такако Такахаси — «Любовь к кукле» (恋う)
2) Хидэо Такубо — «Перекрёстный огонь» (辻火)
- 1986: Кунио Огава — «Пенсионер» (逸民)
- 1987:
1) Ёсикити Фуруи — «Холм Накаяма» (中山坂)
2) Хироо Саката — «На восток по тракту Токайдо» (海道東征)
- 1988:
1) Миёдзи Уэда — «Свадебное поздравление» (祝婚)
2) Сайити Маруя — «Тень дерева» (樹影譚)
- 1989:
1) Минако Оба — «В море извивающаяся нить» (海にゆらぐ糸)
2) Ясутака Цуцуи — «Спуск в долину Ёппа» (ヨッパ谷への降下)
- 1990: Тэцуо Миура — «Батат» (じねんじょ)
- 1991: Сётаро Ясуока — «Могила отца» (伯父の墓地)
- 1992: Томоко Ёсида — «Приношение» (お供え)
- 1993: Осаму Цукаса — «Собака. О тени (часть первая)» (犬（影について・その一)
- 1994: Комао Фуруяма — «Воспоминания о цикадах» (セミの追憶)
- 1995: Тэцуо Миура — «Бабочки-мешочницы» (みのむし)
- 1996: Минако Оба — «Красное полнолуние» (赤い満月)
- 1997:
1) Хироси Сакагами — «Кухня» (台所)
2) Макото Ода — «По следам моего корейского тестя» (「アボジ」を踏む)
- 1998: Киёко Мурата — «Сиоманэки» (望潮)[a]
- 1999: премия не проводилась

### С 2000 года
- 2000: Кэйко Ивасака — «Дождь после дождя?» (雨のち雨？)
- 2001:
1) Сюн Мэдорума — «Зарядка души» (魂込め)
2) Тёкицу Куруматани — «Мусаси-мару» (武蔵丸)
- 2002:
1) Таэко Коно — «Совместная собственность» (半所有者)
2) Ко Матида — «Танцующий будда» (権現の踊り子)
- 2003: Тосиюки Хориэ — «Стансу-дотто» (スタンス・ドット)
- 2004: Акико Итояма — «Человек из тупика» (袋小路の男)
- 2005: Нобору Цудзихара — «Сухие листья в синем пламени» (枯葉の中の青い炎)
- 2006: Мицуё Какута — «Рок-мама» (ロック母)
- 2007: Масаё Коикэ — «Татадо» (タタド)
- 2008:
1) Маюми Инаба — «Кодиум» (海松)
2) Синъя Танака — «Личинка» (蛹)
- 2009: Нанаэ Аояма — «Осколок» (かけら)
- 2010: Нобуко Такаги — «Томосуй» (トモスイ)
- 2011: Сэцуко Цумура — «Чужбина» (異郷)
- 2012: Каори Экуни — «Пёс и губная гармошка» (犬とハモニカ)
- 2013: Кикуко Цумура — «Водокачка и черепаха» (給水塔と亀)
- 2014: Акито Инуи — «Двойное самоубийство китайских триониксов» (すっぽん心中)
- 2015: Тацухиро Осиро — (レールの向こう)
- 2016: Эйми Ямада — (生鮮てるてる坊主)
- 2017: То Эндзё — (文字渦)
- 2018: Кадзуси Хосака — (こことよそ)
- 2019: премия не проводилась
- 2020: премия не проводилась
- 2021: Масая Тиба — (マジックミラー)
- 2022: Такахиро Уэда — «Никакого путешествия» (яп. 旅のない таби но най)
- 2023: Юсё Такигути — «Движение в противоположном направлении» (яп. 反対方向行き хантай хо:ко: ики)
- 2024: Рёхэй Матия — «Моя критика» (яп. 私の批評 ватаси но хихё:)
- 2025: Хикару Окуидзуми —  (яп. 清心館小伝 сэйсинкан сё:дэн)

## Жюри
- 1974—1975: Тацуо Нагаи, Сэйити Фунахаси, Мицуо Накамура, Кэнкити Ямамото, Дзюнноскэ Ёсиюки
- 1976—1984: Тацуо Нагаи, Ясуси Иноуэ, Мицуо Накамура, Кэнкити Ямамото, Дзюнноскэ Ёсиюки
- 1985: Ясуси Иноуэ, Мицуо Накамура, Кэнкити Ямамото, Дзюнноскэ Ёсиюки
- 1986: Ясуси Иноуэ, Кэнкити Ямамото, Дзюнноскэ Ёсиюки, Тосио Симао
- 1987: Ясуси Иноуэ, Кэнкити Ямамото, Дзюнноскэ Ёсиюки, Кэндзабуро Оэ
- 1987: Ясуси Иноуэ, Кэнкити Ямамото, Дзюнноскэ Ёсиюки, Кэндзабуро Оэ, Цутому Мидзуками
- 1988: Ясуси Иноуэ, Дзюнноскэ Ёсиюки, Кэндзабуро Оэ, Цутому Мидзуками, Хироко Такэниси
- 1989: Ясуси Иноуэ, Дзюнноскэ Ёсиюки, Кэндзабуро Оэ, Цутому Мидзуками, Хироко Такэниси
- 1990: Ясуси Иноуэ, Дзюнноскэ Ёсиюки, Кэндзабуро Оэ, Хироко Такэниси
- 1991: Дзюнноскэ Ёсиюки, Кэндзабуро Оэ, Цутому Мидзуками, Хироко Такэниси
- 1992—1993: Дзюнноскэ Ёсиюки, Кэндзабуро Оэ, Хироко Такэниси, Тэцуо Миура
- 1994—1995: Кэндзабуро Оэ, Хироко Такэниси, Цутому Мидзуками, Тэцуо Миура
- 1996: Кэндзабуро Оэ, Хироко Такэниси, Цутому Мидзуками, Тэцуо Миура, Сюн Акияма
- 1997—1998: Хироко Такэниси, Цутому Мидзуками, Тэцуо Миура, Сюн Акияма, Хидэо Такубо,
- 1999—2000: Сюн Акияма, Хидэо Такубо, Хисаси Иноуэ, Кунио Огава, Юко Цусима
- 2001—2008: Сюн Акияма, Хисаси Иноуэ, Кунио Огава, Юко Цусима, Киёко Мурата
- 2009: Сюн Акияма, Хисаси Иноуэ, Нобору Цудзихара, Юко Цусима, Киёко Мурата

## Комментарии
1. ↑  Русский перевод Г. Дуткиной опубликован в журнале «Иностранная литература», № 2/2001.